# Командування особливого призначення «Вогези»
Командування особливого призначення «Воґези» (нім. Höheres-Kommando Vogesen) — спеціальне головне командування особливого призначення Сухопутних військ Вермахту за часів Другої світової війни. 8 січня 1945 переформоване на XIII-й армійський корпус II-го формування.

## Історія
Командування особливого призначення «Воґези» було сформоване 6 жовтня 1944 року шляхом перейменування командування укріплених районів «Воґези» (нім. Kommandeur der Befestigungen Vogesen). 26 листопада командування було підпорядковане командувачу 1-ї польової армії групи армій «G» на Західному фронті й визначений сектор оборони у Французьких Воґезах. У грудні 1944 під час проведення операції «Вахт ам Райн» в Арденнах Командування «Воґези» увійшло до складу 15-ї армії групи армій «B» із завданням забезпечення північного крила німецької оборони.
З 29 грудня 1944 року Командування взяло участь у підготовці до операції «Нордвінд» або Ельзасько-Лотарингської військовій операції, яка мала за мету завдати відволікаючий удар локального характеру, з метою полегшити відступ німецьких військ після їх поразки в Арденнській операції на півночі.
З 1 січня 1945 року взяло участь у складі 6-ї танкової армії групи армій «B» у боях у лісах Айфель. З 8 січня 1945 року перейменоване на XIII-й армійський корпус II-го формування.

## Райони бойових дій
- Франція, Німеччина (жовтень 1944 — січень 1945).

## Командування

### Командири
- генерал від інфантерії Ганс-Густав Фельбер (нім. Hans Felber) (6 жовтня 1944 — 8 січня 1945).

## Бойовий склад Командування особливого призначення «Вогези»
- 25-та панцергренадерська дивізія (25. Panzer-Grenadier-Division).

- 183-тя фольксгренадерська дивізія (183. Volks-Grenadier-Division);
- 340-ва фольксгренадерська дивізія (340. Volks-Grenadier-Division).

- 18-та фольксгренадерська дивізія (18. Volks-Grenadier-Division);
- 62-га фольксгренадерська дивізія (62. Volks-Grenadier-Division).